# Vuoksi
 (octobre 2014).
Si vous disposez d'ouvrages ou d'articles de référence ou si vous connaissez des sites web de qualité traitant du thème abordé ici, merci de compléter l'article en donnant les références utiles à sa vérifiabilité et en les liant à la section « Notes et références ».
La Vuoksi (en finnois) ou Vouoksa (en russe : Вуокса) est une rivière de Finlande et de Russie.
Elle est l'unique émissaire du lac Saimaa, bénéficiant comme la Kymijoki d'une des seules brèches dans le Salpausselkä.

## Géographie
La rivière quitte le lac Saimaa, parcourt 150 km, et chute de 73 m jusqu'au lac Ladoga, traversant le nord de l'isthme de Carélie.
Elle commence par une importante chute d'altitude dès les rapides d'Imatrankoski, à Imatra, avant de poursuivre son parcours dans une région très plane où elle s'élargit et forme plusieurs lacs, dont le lac Soukhodolskoïe (en).
Elle se divise en deux branches (Priozersk et Bournaïa à Soloviovo) qui atteignent le lac Ladoga à 50 km de distance.
Les communes le long de la rivière sont: Imatra, Svetogorsk (Enso), Kamennogorsk (Antrea), Lossevo (ru) (Kiviniemi) et Priozersk (Käkisalmi).

## Histoire
La Vuoksi était historiquement une voie de commerce et communication entre la Carélie et les territoires russes. Marquée par de violents rapides, elle a largement perdu sa fonction d'axe de communication après l'inauguration en 1856 du canal de Saimaa.
Les rapides seront ensuite canalisés et d'importantes usines hydroélectriques permettent l'essor industriel de la région de Carélie du Sud à la fin du XIXe siècle.
Pendant la Guerre d'Hiver, la Vuoksi est utilisée comme ligne de défense par l'armée finlandaise. À la suite de la Guerre de Continuation et de la défaite finlandaise, seuls 13 km du cours de la rivière sont aujourd'hui en Finlande. En 1945, l'annexion de la Carélie par l'armistice de Moscou prive la Finlande des deux barrages hydroélectriques d'Enso-Vallinkoski et de Lesogorsk/Rouhiala (ru), qui représentent alors un tiers de la capacité de production d'électricité du pays.